# Oreophrynella cryptica
Espèce
Statut de conservation UICN

 VU D2 : Vulnérable
Oreophrynella cryptica est une espèce d'amphibiens de la famille des Bufonidae.

## Répartition
Cette espèce est endémique de l'État de Bolívar au Venezuela. Elle se rencontre à environ 1 750 m d'altitude sur le tepuy Auyan.

## Publication originale
- Señaris, 1995 "1993" : Una nueva especie de Oreophrynella (Anura; Bufonidae) de la cima del Auyan-Tepui, estado Bolívar, Venezuela. Memoria de la Sociedad de Ciencias Naturales La Salle, vol. 53, p. 177-183.